# Naples (Dakota Południowa)
Naples – miasto w Stanach Zjednoczonych, w stanie Dakota Południowa, w hrabstwie Clark.